# Ascraeus Mons
Ascraeus Mons és un volcà de Mart, el més septentrional de la cadena de tres volcans coneguda com a Tharsis Montes, a la regió de Tharsis. Al sud es troben els dos altres volcans Pavonis Mons i Arsia Mons.
Ascraeus Mons és el segon volcà més alt de Mart, amb una altura d'uns 18.000 metres sobre el nivell mitjà de la superfície marciana i la pressió atmosfèrica al seu cim és inferior a 0,8 mbar (80 Pa). El diàmetre de la seva base és de 460 km i està format per laves relativament líquides.